# Paroedura stumpffi
Paroedura stumpffi — вид геконоподібних ящірок родини геконових (Gekkonidae). Ендемік Мадагаскару.

## Поширення й екологія
Paroedura stumpffi мешкають на півночі й північному заході острова Мадагаскар. Вони живуть у вологих і сухих тропічних лісах, трапляються на плантаціях, на висоті від 40 до 199 м над рівнем моря.